# Wahl zum Repräsentantenhaus in Trinidad und Tobago 2020
Die Wahl zum Repräsentantenhaus in Trinidad und Tobago 2020 („general election“) fand am 10. August 2020 statt. Es war die 14. Wahl seit Erlangung der Unabhängigkeit von Großbritannien 1962 und die 22. landesweite Wahl in Trinidad und Tobago überhaupt. Sieger der Wahl war die Partei People’s National Movement (PNM), die bereits seit 2015 die Regierung stellte.

## Wahlsystem
Trinidad und Tobago hat nach Vorbild der ehemaligen Kolonialmacht Großbritannien ein Zweikammersystem. Während die 31 Mitglieder des Oberhauses, des Senats, vom Präsidenten ernannt werden, werden die 41 Mitglieder des Repräsentantenhauses alle fünf Jahre in freier und allgemeiner Wahl gewählt. Jedes Mitglied repräsentiert dabei einen Wahlkreis, den es gewinnen muss. Es gilt das Prinzip der Mehrheitswahl: Die Stimmen der in einem Wahlkreis unterlegenen Kandidaten verfallen. Dieses Wahlsystem ist in vielen ehemaligen britischen Kolonien sowie in Großbritannien selbst üblich und führt in der Regel zur Ausbildung eines Systems mit zwei oder drei landesweit dominierenden Parteien. In Trinidad sind dies die Parteien People’s National Movement (PNM) und United National Congress (UNC), die zahlreichen kleineren Parteien spielen keine Rolle. Alle Parteien können frei festlegen, welcher Kandidat in welchem Wahlkreis antritt. Der Vorsitzende der Partei, die die meisten Wahlkreise gewinnt, wird vom Präsidenten mit der Regierungsbildung beauftragt.
Der Wahltermin wird eigentlich von der Präsidentin (2020: Paula Mae Weekes) festgelegt. Der Wahltag ist immer ein Montag. Der frühest mögliche reguläre Termin war dabei der 24. September, allerdings hat die Präsidentin ein Zeitfenster von 90 Tagen zur Verfügung, innerhalb dessen sie die Wahl frei festsetzen kann, so dass der späteste Termin der 23. Dezember war. Bei der Wahl 2020 erreichte die regierende PNM einen früheren Wahltermin, indem sie am 3. Juli im Rahmen der dies zulassenden Verfassung das Parlament durch Präsidentin Weekes auflösen ließ. Premierminister Keith Rowley legte den Wahltermin auf den 10. August fest, was einen Wahlkampf von nur 38 Tagen bedeutete.
Der Wahl ist eine neuntägige Registrierungsphase vorgeschaltet, in der sich Wähler für die die Wahl registrieren lassen können. Wahlberechtigt sind Staatsbürger des Landes ab 18 Jahren, die am Tag nach der Registrierungsphase (Qualifying Date) mindestens zwei Monate im Land gelebt haben, sowie Bürger eines Staates im Commonwealth of Nations ab 18 Jahren, die am Tag nach der Registrierungsphase mindestens ein Jahr im Land gelebt haben. 2020 gab es 1.143.136 wahlberechtigte Trinidadier. Eine Möglichkeit für sich im Ausland befindende Bürger, an der Wahl teilzunehmen, ist nicht vorgesehen, so dass Trinidadier, die wegen der grassierenden COVID-19-Pandemie im Ausland festsaßen, nicht wählen konnten. Trinidad erlaubte zum Wahlzeitpunkt keine Einreisen, auch nicht von eigenen Staatsbürgern.

## Ausgangssituation
Als Ergebnis der Wahl zum Repräsentantenhaus vom 7. September 2015 wurde die Regierung von der PNM gebildet. Im Repräsentantenhaus hatte die PNM 23 Sitze, die UNC 17. Ein Sitz fiel auf die COP, die den Wahlbezirk St. Augustine gewonnen hatte. Premierminister war Keith Rowley von der PNM, Oppositionsführerin Kamla Persad-Bissessar von der UNC, die von 2010 bis 2015 Premierministerin war. Sowohl Rowley als auch Persad-Bissessar traten wieder als Spitzenkandidaten ihrer jeweiligen Partei an.

## Parteien und Kandidaten
Die folgenden 19 Parteien traten zur Wahl am 10. August 2020 an:
| Partei                                   | Kürzel | Wahlbezirke | Vorsitzende(r)           | Stimmen 2015 | Sitze von 41 (2015–2020) |
| ---------------------------------------- | ------ | ----------- | ------------------------ | ------------ | ------------------------ |
| People’s National Movement               | PNM    | 41          | Keith Rowley             | 51,7 %       | 23                       |
| United National Congress                 | UNC    | 39          | Kamla Persad-Bissessar   | 39,6 %       | 17                       |
| Congress of the People                   | COP    | 4           | Carolyn Seepersad-Bachan | 6,0 %        | 1                        |
| Democratic Party of Trinidad and Tobago  | DPTT   | 1           | Steve Alvarez            | –            | –                        |
| Independent Liberal Party                | ILP    | 1           | Jack Warner              | –            | –                        |
| Movement for National Development        | MND    | 3           | Garvin Nicholas          | –            | –                        |
| Movement for Social Justice              | MSJ    | 5           | David Abdulah            | –            | –                        |
| National Coalition for Transformation    | NCT    | 2           | Nalini Dial              | –            | –                        |
| Nationwide Organisation of We the People | NOW    | 1           | Kirk Waithe              | –            | –                        |
| New National Vision                      | NNV    | 6           | Fuad Abu Bakr            | –            | –                        |
| One Tobago Voice                         | OTV    | 1           | Juliana Henry-King       | –            | –                        |
| Progressive Democratic Patriots          | PDP    | 2           | Watson Duke              | –            | –                        |
| Progressive Empowerment Party            | PEP    | 28          | Phillip Alexander        | –            | –                        |
| Progressive Party                        | PP     | 1           | Nikoli Edwards           | –            | –                        |
| The National Party                       | TNP    | 1           | Valmiki Ramsingh         | –            | –                        |
| Trinidad and Tobago Democratic Front     | TTDF   | 1           | Nicholas Williams        | –            | –                        |
| Trinidad Humanity Campaign               | THC    | 7           | Marcus Ramkissoon        | –            | –                        |
| Unity of the People                      | UTP    | 1           | Nickocy Phillips         | –            | –                        |
| Unrepresented People’s Party             | UPP    | 1           | Kenneth Munroe-Brown     | –            | –                        |

„Wahlbezirke“ bezeichnet die Anzahl der Wahlbezirke, in denen die jeweilige Partei antritt. Die drei Parteien COP, DPTT und TTDF treten gemeinsam als Koalition „Better United Coalition“ an. Neben den 19 Parteien traten noch vier Einzelpersonen als unabhängige Kandidaten für je einen Wahlkreis an.

### Positionen
Signifikante Unterschiede in den Programmen der beiden großen Parteien UNC und PNM sind nicht zu erkennen. Der UNC ist traditionell eher eine Partei der Indo-Trinidadier, während Afro-Trinidadier die Mehrheit der Basis des PNM ausmachen. Rassenunterschiede spielen in Trinidad aber eine untergeordnete Rolle, die dominierenden Themenkomplexe in den Medien sind die stagnierende Wirtschaft und die hohe Rate an Gewaltkriminalität; hier behaupten beide Parteien die bessere Eignung zu ihrer Bekämpfung. In der Endphase des Wahlkampfs beschuldigte Premierminister Rowley die UNC, in ihrer Werbekampagne rassistische Motive einzusetzen.
Einige Parteien vertreten ausschließlich regionale Positionen. Das betrifft insbesondere die Parteien PDP und OVT, die ausschließlich in Tobago kandidieren und für regionale Autonomie eintreten, und die MND, die für die Interessen der Region Diego Martin eintritt.
Für Auflockerung sorgte die Ankündigung der oppositionellen UNC, im Falle eines Wahlsiegs zum Schutz vor illegalen Einwanderern eine „Kuppel“ (dome) über Trinidad errichten zu wollen. Bevor die UNC klarstellte, dass sie damit einen Radarschutzschirm gemeint haben wollte, griffen Nutzer von sozialen Medien das Thema auf und ergingen sich in humoristischen Anspielungen auf Kuppeln in Filmen und TV-Serien.

## Ablauf
Die Ausrichtung der Wahl unterlag der staatlichen Elections and Boundaries Commission (EBC). Internationale Wahlbeobachter gab es nicht.
Meinungsforschung im Vorfeld der Wahl wurde unter anderem von der North American Caribbean Teachers Association (NACTA) und von der Unternehmensberatung HHB Associates betrieben. Eine NACTA-Umfrage kurz nach Verkündung des Wahltermins ergab, dass wie bei den meisten vorherigen Wahlen lediglich PNM und UNC eine Rolle spielen würden. Eine am 25. Juli im Trinidad Guardian veröffentlichte HHB-Umfrage sah die regierende PNM bei 53 % und die UNC bei 44 %. Eine NACTA-Umfrage vom 25. Juli sah hingegen die UNC mit einem Prozentpunkt vorn. Zu diesem Zeitpunkt zeigte sich die aus vergangenen Wahlen bekannte Tendenz, dass Trinidadier mit afrikanischen Wurzeln eher die PNM und Trinidadier mit indischen Wurzeln eher die UNC wählen.
Mediales Aufsehen erregte der Parteiaustritt der ehemaligen stellvertretenden PNM-Vorsitzenden Nafeesa Mohammed am 28. Juli, die der PNM-Führung Arroganz, Ignoranz und Inkompetenz vorwarf. Gegen die Oppositionsführerin und ehemalige Ministerpräsidentin Kamla Persad-Bissessar wurden während des Wahlkampfs Morddrohungen ausgestoßen. Der Vorsitzende der PEP, Phillip Alexander, forderte angesichts der auch in Trinidad grassierenden Covid-19-Pandemie eine Verschiebung der Wahlen, fand jedoch kein Gehör. Am Rande einer UNC-Wahlkampfveranstaltung am Samstag vor der Wahl wurde ein UNC-Anhänger niedergestochen.
Die Wahllokale schlossen am Wahlmontag um 18:00. Um 22:30 erklärte Premierminister Keith Rowley seine Partei zum Sieger der Wahl.

## Wahlergebnis

Sitzverteilung im House of Representatives (gelb=UNC, rot=PNM)

Wahlkreisgewinner bei den Wahlen zum Repräsentantenhaus 2020

658.297 Bürger gaben ihre Stimme ab, was einer Wählerquote von 58 % entspricht. Dem vorläufigen Endergebnis zufolge holte die PNM 322.250 Stimmen, die UNC 309.188, der Unterschied zwischen den beiden großen Parteien liegt also bei etwa 13.000 Stimmen. Für die Wahl entscheidend war aber das Abschneiden in den einzelnen Wahlkreisen. Die UNC gewann einen Wahlkreis, Moruga/Tableland in Südtrinidad, von der PNM. Sie gewann außerdem den Wahlkreis St. Augustine im nordtrinidadischen East-West Corridor von der COP. In Summe reichte es aber für die PNM knapp zum Wahlsieg, da sie in 22 der 41 Wahlkreise den Sieg errang. In den 41 Wahlkreisen setzten sich folgende Kandidaten durch:
| Wahlkreis                          | Region                  | Sieger                 | Partei |
| ---------------------------------- | ----------------------- | ---------------------- | ------ |
| Arima                              | Arima                   | Pennelope Beckles      | PNM    |
| Arouca/Maloney                     | Tunapuna-Piarco         | Camille Robinson-Regis | PNM    |
| Barataria/San Juan                 | San Juan-Laventille     | Saddam Hosein          | UNC    |
| Caroni Central                     | Couva-Tabaquite-Talparo | Arnold Ram             | UNC    |
| Caroni East                        | Couva-Tabaquite-Talparo | Rishi Seecharan        | UNC    |
| Chaguanas East                     | Chaguanas               | Vandana Mohit          | UNC    |
| Chaguanas West                     | Chaguanas               | Dinesh Rambally        | UNC    |
| Couva North                        | Couva-Tabaquite-Talparo | Ravi Ratiram           | UNC    |
| Couva South                        | Couva-Tabaquite-Talparo | Rudranath Indarsingh   | UNC    |
| Cumuto/Manzanilla                  | Sangre Grande           | Rai Ragbir             | UNC    |
| D’Abadie/O’Meara                   | Tunapuna-Piarco         | Lisa Morris-Julian     | PNM    |
| Diego Martin Central               | Diego Martin            | Symon De Nobrega       | PNM    |
| Diego Martin North/East            | Diego Martin            | Colm Imbert            | PNM    |
| Diego Martin West                  | Diego Martin            | Keith Rowley           | PNM    |
| Fyzabad                            | Siparia                 | Lackram Bodoe          | UNC    |
| La Brea                            | Siparia                 | Stephen McClashie      | PNM    |
| La Horquetta/Talparo               | Couva-Tabaquite-Talparo | Foster Cummings        | PNM    |
| Laventille East/Morvant            | San Juan-Laventille     | Adrian Leonce          | PNM    |
| Laventille West                    | San Juan-Laventille     | Fitzgerald Hinds       | PNM    |
| Lopinot/Bon Air West               | Tunapuna-Piarco         | Marvin Gonzales        | PNM    |
| Mayaro                             | Mayaro-Rio Claro        | Rushton Paray          | UNC    |
| Moruga/Tableland                   | Princes Town            | Michelle Benjamin      | UNC    |
| Naparima                           | Penal-Debe              | Rodney Charles         | UNC    |
| Oropouche East                     | Siparia                 | Roodal Moonilal        | UNC    |
| Oropouche West                     | Siparia                 | Davendranath Tancoo    | UNC    |
| Point Fortin                       | Point Fortin            | Kennedy Richards Jr.   | PNM    |
| Pointe-a-Pierre                    | Couva-Tabaquite-Talparo | David Lee              | UNC    |
| Port of Spain North/St. Ann's West | Port of Spain           | Stuart Young           | PNM    |
| Port of Spain South                | Port of Spain           | Keith Scotland         | PNM    |
| Princes Town                       | Princes Town            | Barry Padarath         | UNC    |
| San Fernando East                  | San Fernando            | Brian Manning          | PNM    |
| San Fernando West                  | San Fernando            | Faris Al-Rawi          | PNM    |
| Siparia                            | Siparia                 | Kamla Persad-Bissessar | UNC    |
| St. Ann's East                     | San Juan-Laventille     | Nyan Gadsby-Dolly      | PNM    |
| St. Augustine                      | Tunapuna-Piarco         | Khadijah Ameen         | UNC    |
| St. Joseph                         | San Juan-Laventille     | Terrence Deyalsingh    | PNM    |
| Tabaquite                          | Couva-Tabaquite-Talparo | Anita Haynes           | UNC    |
| Tobago East                        | Eastern Tobago          | Ayanna Webster-Roy     | PNM    |
| Tobago West                        | Western Tobago          | Shamfa Cudjoe          | PNM    |
| Toco/Sangre Grande                 | Sangre Grande           | Roger Munroe           | PNM    |
| Tunapuna                           | Tunapuna-Piarco         | Esmond Forde           | PNM    |

## Folgen
Die Bekanntgabe eines amtlichen Endergebnisses durch die EBC verzögerte sich, da in den fünf Wahlkreisen La Horquetta/Talparo, San Fernando West, St. Joseph, Toco/Sangre Grande und Tunapuna auf Betreiben der unterlegenen UNC Nachzählungen eingeleitet wurden. Die Vereidigung von Rowley als Ministerpräsident wurde deshalb auf den 14. August verlegt. Am 18. August gab die Elections and Boundaries Commission die Ergebnisse der Nachzählungen bekannt. Es blieb dabei, dass die PNM 22 Wahlkreise gewonnen hatte und die UNC 19. Die UNC sprach in einer ersten Reaktion ihrer Vorsitzenden Kamla Persad-Bissessar, gegen die Rücktrittsforderungen laut geworden waren, das Vertrauen aus. Jack Warner, der seinen Wahlkreis für die ILP nicht gewinnen konnte, erklärte seinen Rückzug aus der Politik.
Die neue Regierung wurde am 19. August vereidigt. Ihr gehören 22 Minister an, darunter 17 aus der vorherigen Regierung sowie zwei Minister aus früheren PNM-Regierungen. Neu in der Regierung sind Arbeitsminister Stephen McClashie, der Minister für öffentliche Versorgung Marvin Gonzales sowie Stabsminister Symon de Nobriga. Zusätzlich gehören der Regierung acht Minister ohne Geschäftsbereich an.